# L'Échelle sainte

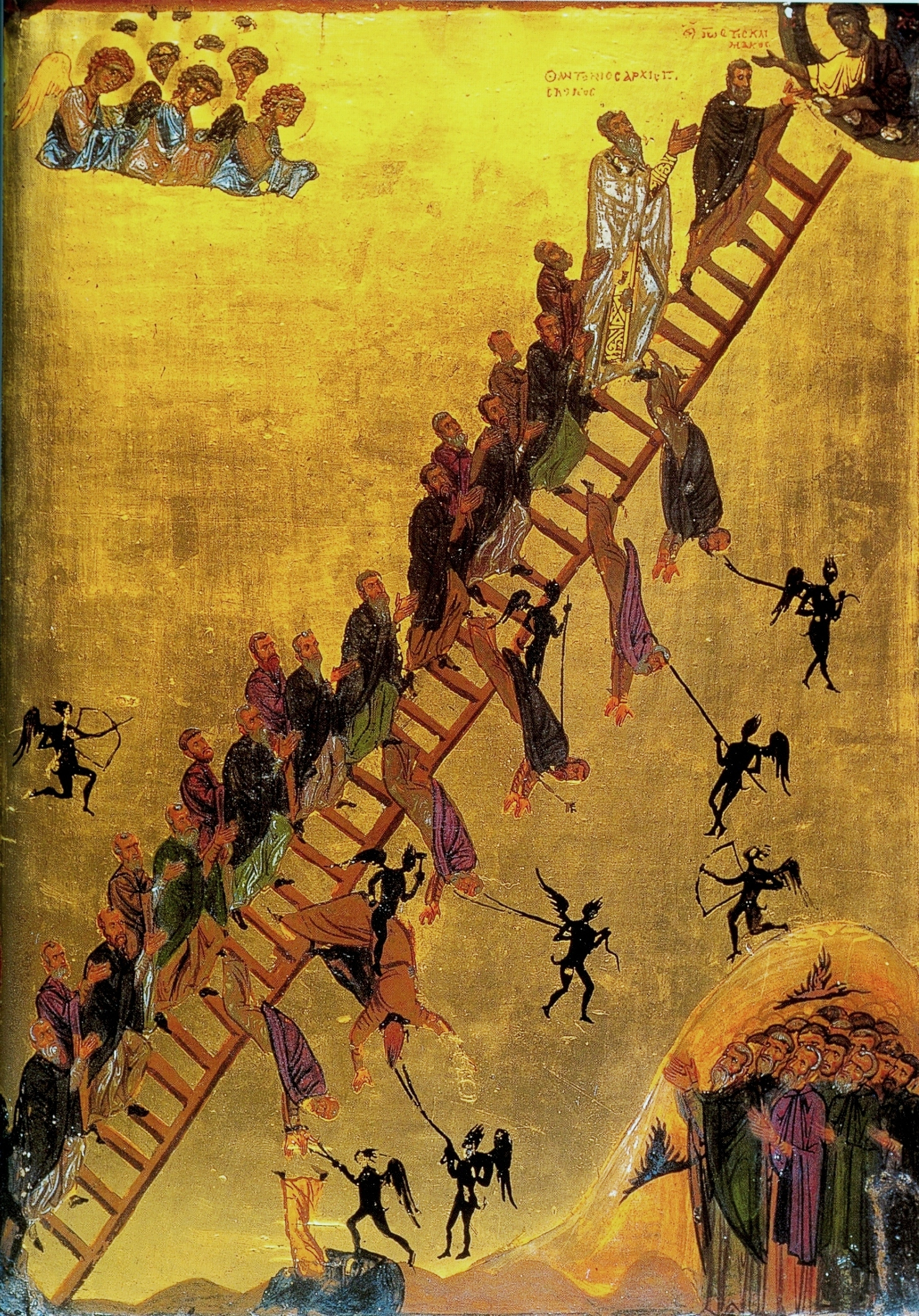
Icône de l'Échelle sainte (XIIe siècle, Monastère Sainte-Catherine du Sinaï, Égypte) montrant les moines, menés par Jean Climaque, montant l'échelle vers Jésus en haut à droite.

L'Échelle sainte ou Échelle du Paradis (du grec ancien : Κλίμαξ, klimax, « échelle, degré ») est un important traité d'ascétisme monastique des Églises d'Orient — Églises orthodoxes et Églises catholiques de rite byzantin — écrit par Jean Climaque vers l'an 600 à la demande de l'abbé de Raithu, monastère des bords de la Mer Rouge.
L'Échelle fut très bien reçue et rendit son auteur célèbre dans l'Église. Ce traité s'adresse aux anachorètes et aux cénobites et discute de la manière d'atteindre les plus hauts degrés de la perfection. Il est divisé en trente parties, correspondant aux trente années de la vie terrestre du Christ. Il présente des modèles de toutes les vertus et contient des paraboles et des récits historiques tirés de la vie monastique illustrant l'application pratique des préceptes.
Concis, l'ouvrage composé de sentences et d'aphorismes est souvent obscur. Il a été l'objet de nombreuses exégèses y compris dans les temps récents. Le plus ancien manuscrit de l'Échelle se trouve à la Bibliothèque nationale de France où il porte le titre de Πλακες Πνευματικαι, Plakes pneumatikai, « Tables spirituelles ».

## Contenu
L’Échelle sainte n’est ni une règle, ni un traité systématique. Elle regroupe des aphorismes, des apophtegmes, parfois des récits plus ou moins étendus autour de chaque grand thème de la vie spirituelle.

## Échelons de l'Échelle sainte
L'Échelle comporte trente chapitres ou échelons :
- 1-4 : De la renonciation au monde et de l'obéissance à un père spirituel ;
  - 1 : Περί αποταγής (De la renonciation au monde et de l'ascétisme) ;
  - 2 : Περί απροσπαθείας (Du détachement) ;
  - 3 : Περί ξενιτείας (De l'exil et du pèlerinage ; à propos des rêves des novices) ;
  - 4 : Περί υπακοής (De la sainte obéissance) ;
- 5-7 : De la pénitence et l'affliction (πένθος), chemins vers la joie véritable ;
  - 5 : Περί μετανοίας (De la repentance méticuleuse et véritable, qui constitue la vie des saints pêcheurs, et de la prison) ;
  - 6 : Περί μνήμης θανάτου (Du souvenir des morts) ;
  - 7 : Περί του χαροποιού πένθους (De la lamentation créatrice de joie)
- 8-17 : Défaite du vice et victoire des vertus ;
  - 8 : Περί αοργησίας (De la renonciation à la colère et de la douceur) ;
  - 9 : Περί μνησικακίας (Du souvenir de ses mauvaises actions) ;
  - 10 : Περί καταλαλιάς (De la diffamation et de la calomnie) ;
  - 11 : Περί πολυλογίας και σιωπής (Du bavardage et du silence) ;
  - 12 : Περί ψεύδους (Du mensonge) ;
  - 13 : Περί ακηδίας (Du découragement) ;
  - 14 : Περί γαστριμαργίας (De l'estomac, ce maître bruyant) ;
  - 15 : Περί αγνείας (De la pureté et la chasteté incorruptibles, auxquelles atteindre par le travail et la sueur) ;
  - 16 : Περί φιλαργυρίας (De la soif de l'or et de l'avarice) ;
  - 17 : Περί ακτημοσύνης (De l'abandon des biens terrestres qui conduit au Ciel) ;

- 18-26 : Pièges de l'ascétisme : paresse, orgueil, langueur d'esprit ;
  - 18 : Περί αναισθησίας (De l'insensibilité, affaiblissement de l'âme et mort de l'esprit avant la mort du corps) ;
  - 19 : Περί ύπνου και προσευχής (Du sommeil, de la prière et de la psalmodie avec ses frères) ;
  - 20 : Περί αγρυπνίας (De l'absence de sommeil et comment l'utiliser pour atteindre la veille spirituelle, et la façon de la pratiquer) ;
  - 21 : Περί δειλίας (De la lâcheté puérile et indigne d'un homme) ;
  - 22 : Περί κενοδοξίας (Des nombreuses formes de gloriole) ;
  - 23 : Περί υπερηφανείας, Περί λογισμών βλασφημίας (Du fol orgueil et des pensées blasphématoires) ;
  - 24 : Περί πραότητος και απλότητος (De la douceur, de la simplicité et la candeur qui ne sont pas de nature mais viennent de l'effort conscient ; de la ruse) ;
  - 25 : Περί ταπεινοφροσύνης (De l'annihilation des passions ; de l'humilité la plus sublime qui se fonde dans la quête spirituelle) ;
  - 26 : Περί διακρίσεως (Du discernement des pensées, des passions et des vertus ; bref résumé de ce qui précède).

- 27-29 : Hésychasme et apatheia ;
  - 27 : Περί ησυχίας (Du saint silence du corps et de l'âme ; différents aspects de l'immobilité et la façon de les distinguer) ;
  - 28 : Περί προσευχής (De la sainte et bénite prière, des dispositions de l'esprit et du corps dans la prière) ;
  - 29 : Περί απαθείας (Du Ciel sur la Terre, ou détachement divin, de la perfection et de la résurrection de l'âme avant la résurrection générale).

- 30. Περί αγάπης, ελπίδος και πίστεως (en) (Des liens des vertus avec la Trinité) ; brève exhortation résumant les textes précédents.

## Traductions et diffusion

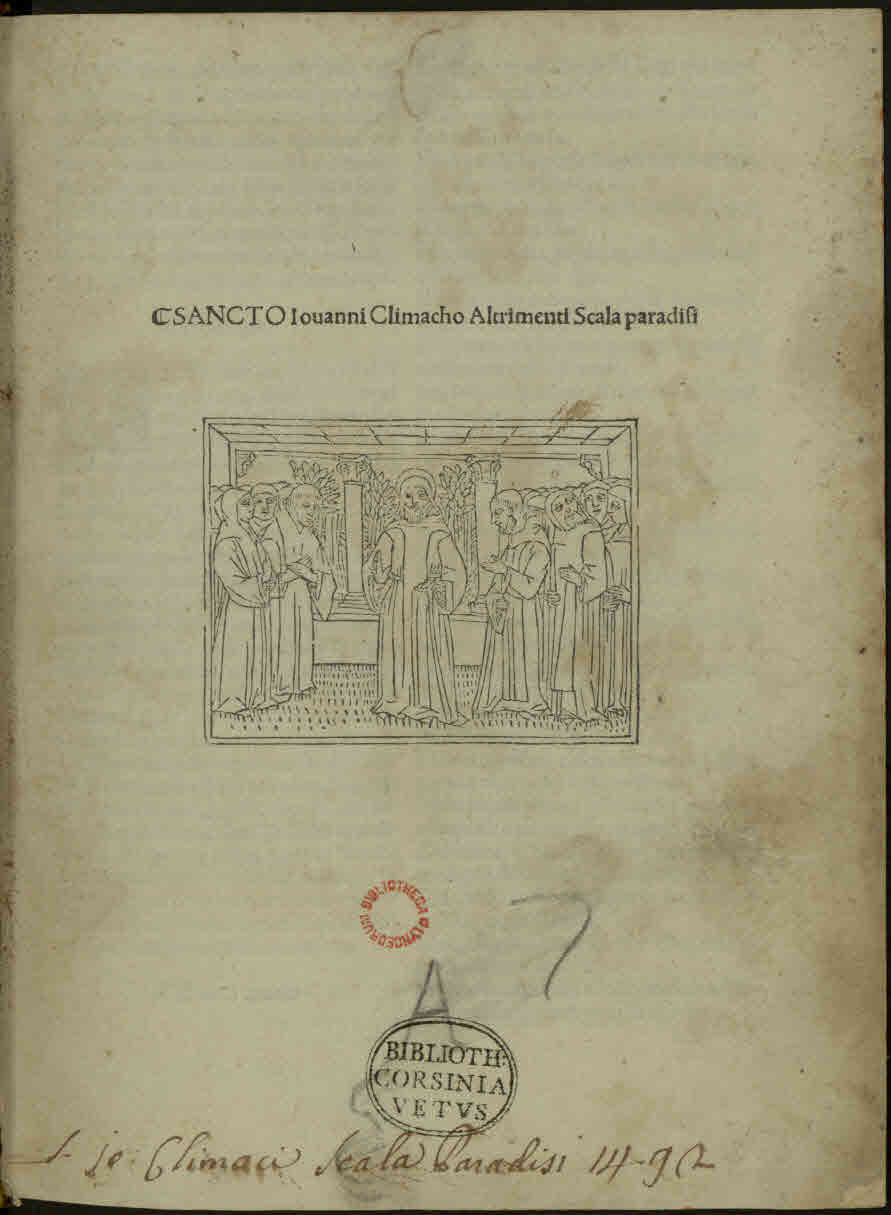
Scala paradisi, 1492

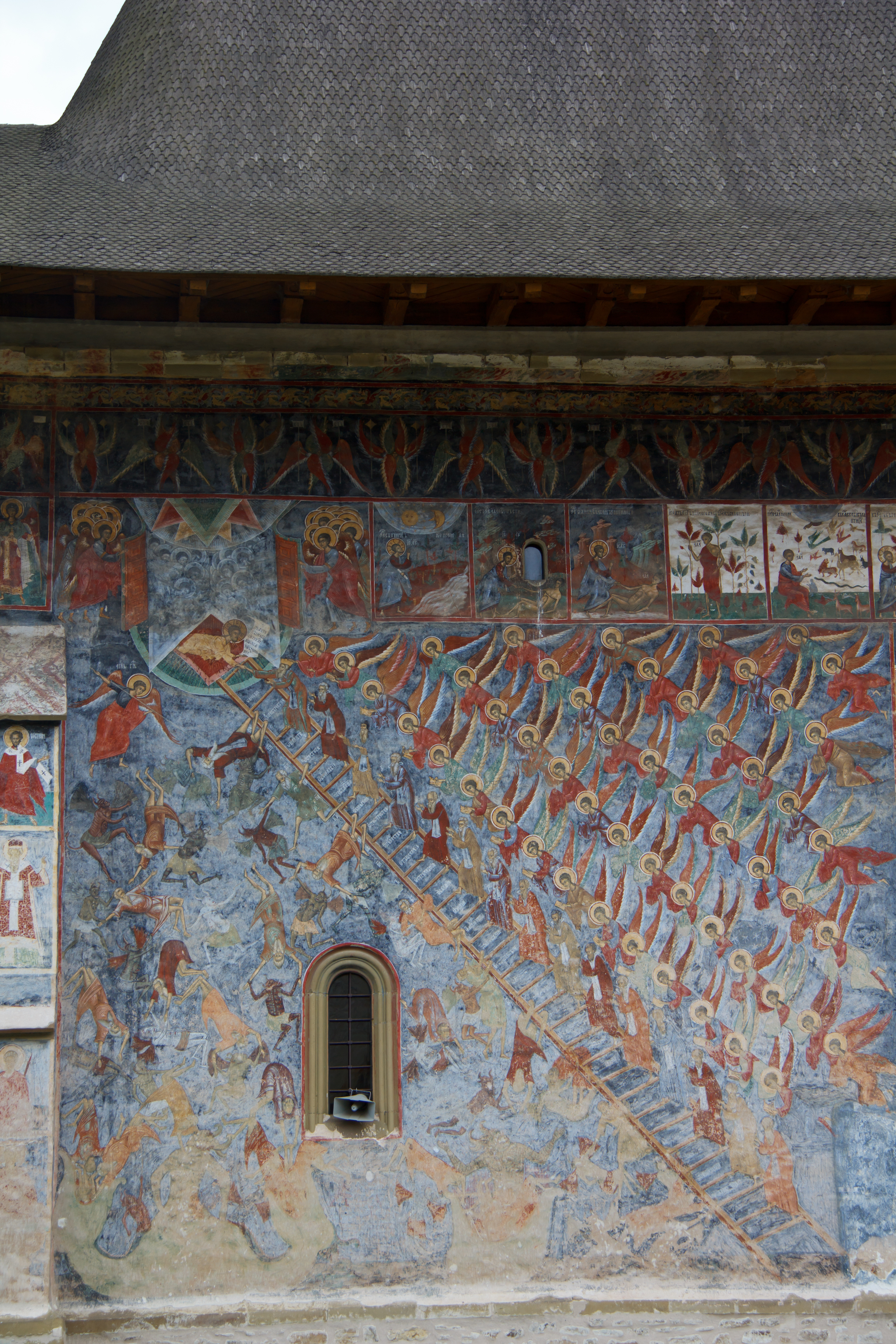
L'Échelle sainte sur les murs du monastère de Sucevița (Roumanie, XVI)

La première traduction du grec en latin est celle d'Ambrogio Traversari. Elle fut imprimée à Venise en 1531 puis 1569 ; elle parut à Cologne en 1583, 1593 puis en 1610 avec un commentaire de Denys le Chartreux.
Le texte grec de l'Échelle, avec les scholies d'Élias, archevêque de Crète et le texte du "Liber ad Patrorem" furent publiés par Matthäus Rader avec une traduction latine (Paris, 1633).
L'ensemble du texte est reproduit dans Patrologia Graeca, vol. 88, (Paris, 1860).
Les traductions historiques sont :
- en espagnol, par Louis de Grenade, (Salamanque, 1551) ;
- en italien (Venise, 1585) ;
- en grec moderne par Maximus Margunius[2], évêque de Cerigo (Venise, 1590) ;
- en français par Arnauld d'Andilly (Paris, 1658),  précédé d'une vie du saint par Le Maistre de Sacy.

## Influence historique en France

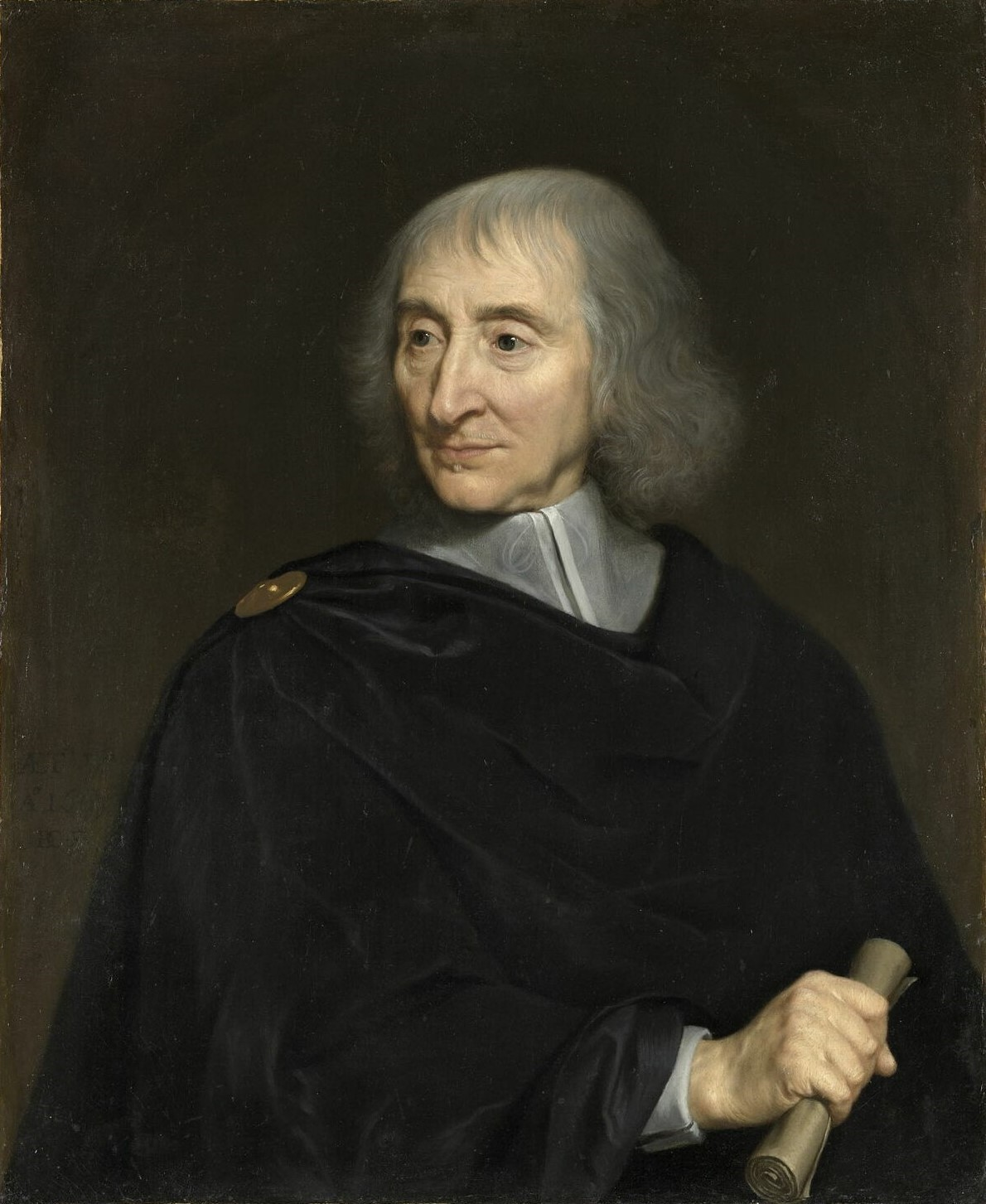
Robert Arnaud d'Andilly, traducteur de L'Échelle sainte, par Philippe de Champaigne

L’œuvre de Jean Climaque peut être considérée comme la charte du monachisme byzantin. Si l’Occident la découvrit tard, elle exerça un grand ascendant, en France, sur les réformateurs catholiques, comme l'abbé de Rancé et la fondation de l'ordre de la Trappe. Tout le XVIIe siècle dévot et lettré y trouva inspiration dans la traduction d’Arnauld d’Andilly, auteur de grand style, fidèle de Port-Royal et figure majeure du jansénisme.